# Piazza Barberini

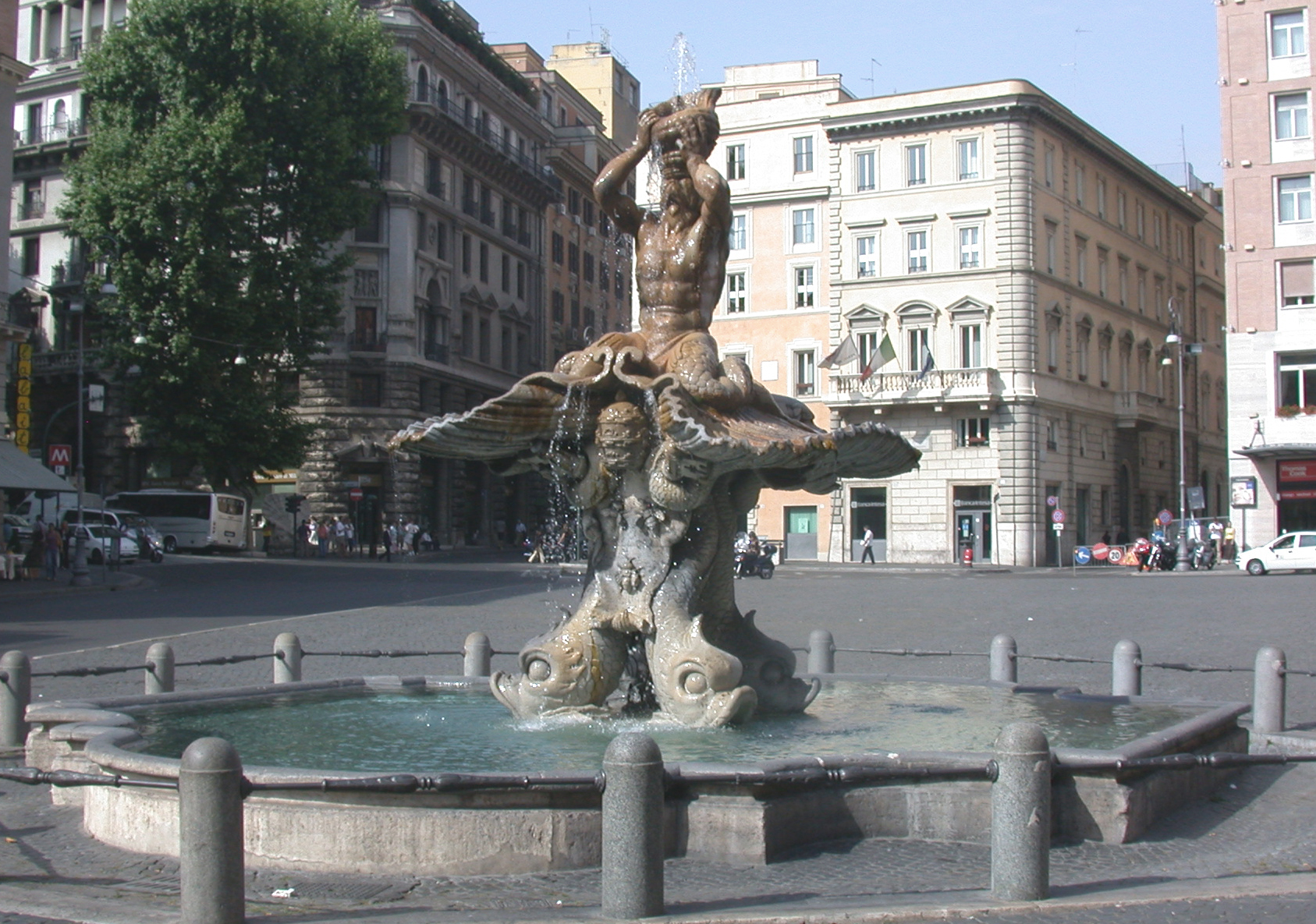
De Fontana del Tritone

Piazza Barberini is een groot 16e-eeuws plein in het centrum van de Quirinaal in Rome.
Het is genoemd naar het Palazzo Barberini, dat er vlakbij ligt.
Op het plein staat de Fontana del Tritone. Van 1632 tot 1822 stond er ook nog een antieke zuil op het plein, maar deze is verplaatst naar de Villa Medici. Ook staat er nog in een hoek van het plein de Fontana delle Api.
Vandaag is het plein slechts een groot kruispunt voor auto's. Een station van de Metro van Rome, Barberini - Fontana di Trevi, bevindt zich onder het plein.